# Nicolas Rigault
Pour les personnes ayant le même patronyme, voir Rigault.
Nicolas Rigault (en latin Nicolaus Rigaltius) est un magistrat, bibliothécaire et philologue français, né à Paris en 1577, mort à Toul en août 1654.

## Repères biographiques
Fils de médecin, il fit ses études au collège des jésuites (collège de Clermont), mais refusa d'entrer dans la compagnie. Il devint avocat au Parlement de Paris. Lié au président Jacques-Auguste de Thou (et à Pierre Dupuy), il fut adjoint à Isaac Casaubon quand celui-ci fut chargé de la Bibliothèque royale (1604, le président de Thou étant « maître de la librairie du Roi »). Après le départ de Casaubon pour l'Angleterre (octobre 1610), il continua à s'occuper de la bibliothèque, et en fut officiellement chargé en 1614. En 1622, il en acheva un inventaire, mené en collaboration avec Jean-Baptiste Haultin et Claude Saumaise. 
En 1633, après l'invasion de la Lorraine par les troupes françaises, le Parlement de Metz fut créé ; le roi proposa une charge de conseiller à Pierre Dupuy, qui s'en excusa en faveur de son vieil ami Rigault. Celui-ci fut alors procureur général près la Chambre souveraine de Nancy, intendant de Toul, et mourut doyen du Parlement de Metz en août 1654 (ou février 1653). 
Au moment de son départ de Paris, il avait confié l'intérim de sa fonction de bibliothécaire à Pierre Dupuy ; dix ans plus tard (en 1645), comprenant qu'il ne reviendrait jamais dans la capitale, il vendit la charge aux frères Dupuy pour 10 600 livres.

## Travaux
Il publia son premier ouvrage en 1596 : un Funus parasiticum, satire des parasites, qui le fit remarquer du président de Thou (texte plusieurs fois réédité). Il a surtout produit des éditions annotées d'auteurs latins et grecs, avec des traductions latines pour les auteurs grecs : le Stratêgikos d'Onosandre et l'Epitêdeuma d'Urbicius (1598 et 1600), les Fables de Phèdre (1599, 1617, 1630), les Oneirocritica d'Artémidore de Daldis et d'Achmet (1603), les Épigrammes de Martial en 1611, les Accipitrariæ rei scriptores (traités de fauconnerie en grec et latin) en 1612, les Rei agrariæ legesque en 1613, les Menandri et Philistionis sententiæ comparatæ en 1613 (où Rigault reconnaît que les sentences citées ne sont, ni de Ménandre, ni de Philistion de Locres). Pour la littérature chrétienne, il a donné : Tertullien (Libri novem en 1618, Opera en 1634, avec notes, index et glossaire), Octavius de Minucius Felix et De idolorum vanitate de Cyprien de Carthage (1643), Sancti Cypriani opera en 1648, les Instructiones adversus gentium deos de Commodien en 1650. Son édition de Tertullien provoqua à l'époque des controverses théologiques.
Il a publié d'autre part une Diatriba de Satyra Juvenalis dans l'édition de cet auteur donné par Robert Estienne en 1616, une Vie latine de Pierre Dupuy en 1652, et divers textes à caractère religieux ou juridique.

## Publications
- Funus parasiticum, siue L. Biberij curculionis parasiti Mortualia. Ad ritum prisci  Funeris. Accessit, de parasitis, & assentatoribus, Appendix. Item, Iuliani Caesaris epistola nunc primum in lucem edita, cum latina interpretatione et notis Nicolai Rigalt I. P., 1601 (lire en ligne)
- Epigrammatum libri XIV. , Domitii Calderini commentariis perpetuis et Georgii Merulae observationibus illustrati. Ejusdem Mart. Epigrammata selecta graece expressa a Fed. Morello,... cum notationibus. Theodori Marcilii commentarius recentatus et auctus ad Amphitheatrum. Desiderii Heraldi animadversiones ad XII libros. Nicolai Rigaltii notae aliquot ad libb. XIV. Ad haec, scholia Had. Junii, Theod. Pulmanni et Chr. Coleri : apposita varietate lectionum ad oram libri. Cum indice omnium verborum Josephi Langii..., en 1601 (lire en ligne)
- Onosandri strategicus. Sive de imperatoris institutione. Acessit. Ourbikiou Epitēdeuma. Nicolaus Rigaltius P. Nunc primum e vetustis codd. graecis publicavit, latina interpretatione et notis illustravit. Acessit seorsim in eundem Onosandrum Iani Gruteri uberior commentarius. Item M.Aemilii Porti, Fr. Porti Cretensis F. breves ... observationes ..., en 1600 (lire en ligne)
- Artemidori Daldiani & Achmetis Sereimi F. Oneirocritica : Astrampsychi et Nicephori versus etiam Oneirocritici. Nicolai Rigaltii ad Artemidorum notae, en 1603 (lire en ligne)
- Auctores finium regundorum . Nicolai Rigaltii observationes et notae, item glossae agrimensoriae, en 1614 (lire en ligne)
- Rei agrariae auctores legesque variae : Quaedam nunc primum, caetera emendatiora prodeunt / curà Wilelmi Goesii, cujus accedunt indices, Antiquitates agrariae & notae ; una cum Nicolai Rigaltii Notis & observationibus, nec non glossario ejusdem, en 1674 (lire en ligne)
- Viri eximii Petri Puteani, regi christianissimo a consiliis et bibliothecis vita, en 1652 (lire en ligne)
- M. Minucii Felicis Octavius, 1709 (lire en ligne)